# 迈克·格拉韦尔
莫里斯·罗伯特·“迈克”·格拉韦尔（英語：Maurice Robert "Mike" Gravel，1930年5月13日—2021年6月26日）生於马萨诸塞州斯普林菲尔德，美国房地产商、作家、政治人物，美国民主党籍，美国参议院前议员，曾角逐2008年美国总统选举民主党候选人提名。

## 外部連結
- 官方网站